# Nakajima Typ 91
Nakajima Typ 91 – japoński samolot myśliwski wytwórni Nakajima, przeznaczony dla lotnictwa Cesarskiej Armii Japońskiej, zbudowany w latach 20. XX wieku. Maszyna brała udział w konkursie na nowy myśliwiec lotnictwa armii mający być pierwszą tego typu konstrukcją rodzimego przemysłu.

## Historia

### Geneza
W Japonii doskonale zdawano sobie sprawę ze znaczenia nowego rodzaju broni jaka pojawiła się nad frontami I wojny światowej – lotnictwa. Ówczesna Japonia nie dysponowała jednak zapleczem technicznym zdolnym do stworzenia własnych sił powietrznych ani doświadczoną kadrą inżynierską. Sięgnięto więc po gotowe rozwiązania zagraniczne, które gwarantowały szybkie nadrobienie zaległości wobec potęg europejskich – zakupiono pojedyncze egzemplarze samolotów alianckich biorących udział w wojnie i poddano je wszechstronnym testom. W ich wyniku zdecydowano się zakupić 50 brytyjskich myśliwców Sopwith Pup oraz francuskie SPAD S.XIII i Nieuport 24. Ten ostatni, z uwagi na łatwość pilotażu, bardzo dobre osiągi i nieskomplikowana konstrukcję, skłonił dowództwo Lotnictwa Armii do zakupu licencji na produkcję, którą uruchomiono w 1919 roku. Śledząc światowe trendy w budowie samolotów myśliwskich, Lotnictwo Armii Cesarskiej w 1922 roku zakupiło dziesięć egzemplarzy uznawanego za jedną z najlepszych maszyn myśliwskich w owym czasie, samolotu Nieuport 29. Próby potwierdziły doskonałą opinię jaką cieszyła się ta maszyna. W efekcie Japonia zakupiła licencję na ich budowę pod oznaczeniem Ko-4. Ko-4 obok walorów czysto bojowych miał również umożliwić gruntowne zapoznanie się japońskiego przemysłu z procesem budowy samolotów myśliwskich. Miało to umożliwić realizację podstawowego celu, jakim była budowa maszyn będących od początku do końca wytworem rodzimej myśli technicznej.

### Projekt

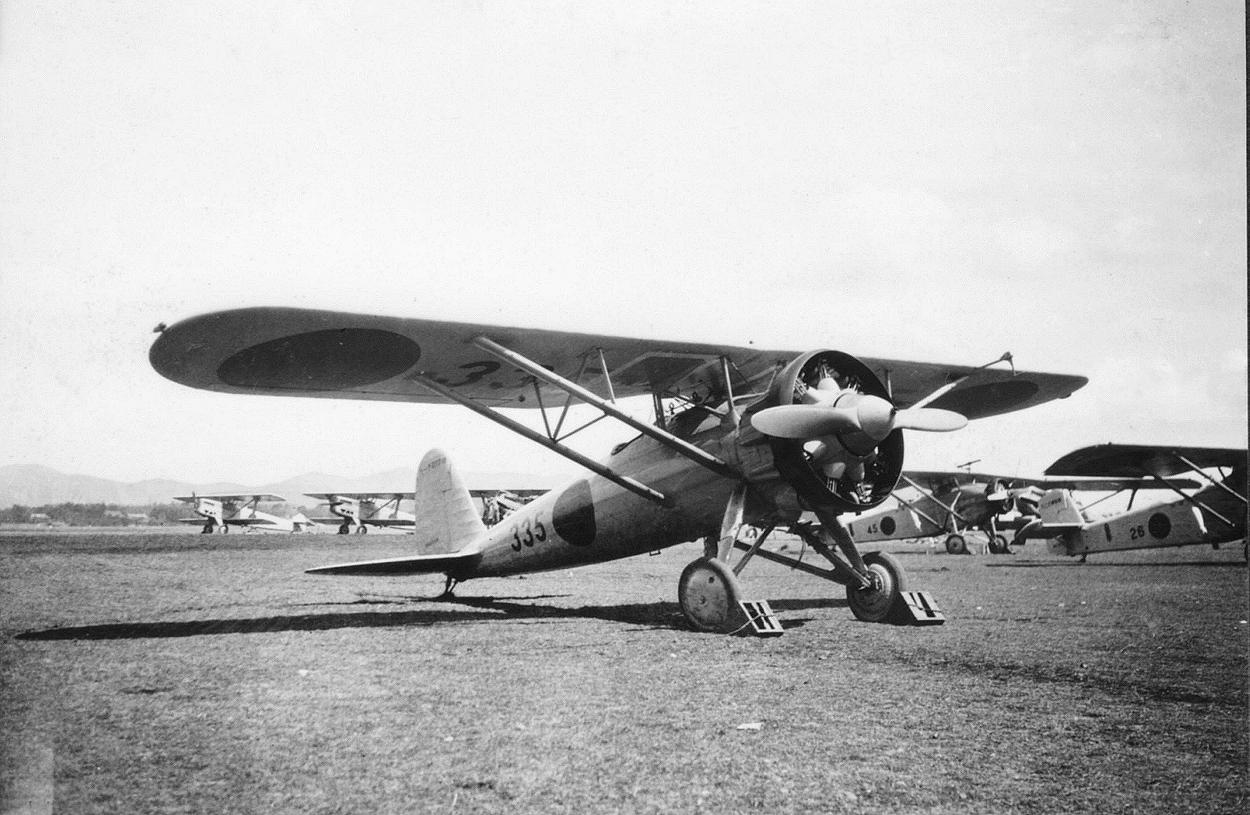
Nakajima Typ 91

Już w 1926 roku, rok od wprowadzenia na uzbrojenie myśliwca Ko-4, podjęto decyzję, iż jego następcą będzie rodzima konstrukcja. W listopadzie 1926 roku Wydział Techniczny Głównego Biura ds. Lotnictwa Armii (Rikugun Koku Honbu Gijutsubu) ogłosił wymagania techniczne jakimi powinien charakteryzować się nowy, jednomiejscowy samolot myśliwski (Tanza Sentoki Shisaku), które skierowano do wytwórni Kawasaki, Nakajima, Mitsubishi i Ishikawajima. Do lutego 1927 roku wszystkie zainteresowane wzięciem udziału w pracach wytwórnie przedstawiły swoje projekty. Firma Kawasaki przedstawiła model oznaczony jako KDA-3, Mitsubishi projekt 1MF2 Hayabusa, a Nakajima samolot oznaczony jako NC.
W odróżnieniu od dwóch pozostałych biorących udział w konkursie samolotów, powstających pod nadzorem niemieckich konstruktorów, projekt Nakajimy powstał pod kierunkiem francuskich inżynierów André Marie i Maxime Robin z wytwórni Dewoitine, aczkolwiek jego autorami byli Japończycy, Shigejiro Owada i Yasushi Koyama. Maszyna od początku miała preferowany przez armię układ skrzydła typu parasol, w którego zastosowaniu i projektowaniu duże doświadczenie miała francuska wytwórnia. Dwudźwigarowe skrzydła opierały się na kadłubie na wspornikach w kształcie litery N i dwóch parach zastrzałów. Przednie zastrzały przymocowano do goleni podwozia a tylne do kadłuba. Zaprojektowano samolot z półskorupowym, metalowym kadłubie z owalnym przekrojem. Metalowe skrzydła i usterzenie pokryte płótnem. Maszyna napędzana była 9-cylindrowym silnikiem gwiazdowym Jupiter VI o mocy 425/500 KM z dwułopatowym, drewnianym śmigłem o stałym skoku. Była to licencyjna wersja brytyjskiego silnika firmy Bristol produkowana w Nakajimie. Po obu stronach kadłuba zainstalowano po jednym karabinie maszynowym typu Vickers E kalibru 7,7 mm. Wybudowano dwa prototypy, pierwszy z nich (nr 101) ukończono w maju 1928 roku, a kolejny (nr 102) w czerwcu tego samego roku. Obydwa samoloty o własnych siłach przeleciały do Tokorozawy.
W Tokorozawie Lotnictwo Armii rozpoczęło próby porównawcze wszystkich dostarczonych do udziału w konkursie maszyn. Obok samolotu NC przybyły KDA-3 i 1MF2 Hayabusa. Próby przebiegały pomyślnie aż do czerwca 1928 roku, kiedy podczas próby lotu nurkowego w powietrzu rozpadł się myśliwiec firmy Mitsubishi. Jego pilot zdołał się uratować skacząc na spadochronie, był to pierwszy skok w historii japońskiego lotnictwa. W zaistniałej sytuacji Wydział Techniczny nakazał wstrzymanie dalszych lotów wszystkich uczestniczących w konkursie maszyn, uznając zastosowany w nich układ konstrukcyjny typu parasol za niespełniający wymagań i mało odporny na powstające podczas lotu przeciążenia. Konkurs pozostał nierozstrzygnięty. Ostateczne oceny wskazywały na konstrukcję firmy Nakajima jako najlepszą, KDA-3 uplasował się na drugim miejscu, a 1MF2 był ostatni. Pomimo porażki przyjętego układu konstrukcyjnego skrzydła, armia nie chciała rezygnować całkowicie z myśliwców z płatem typu parasol i zlecono firmie Nakajima zmodernizowanie swojego projektu i budowę kolejnych prototypów. Ukończono je latem 1929 roku, numer 103 i 104. Zmodyfikowano usterzenie samolotu i lotki, a w prototypie numer 104 zmniejszono rozpiętość skrzydeł do 11,7 m. Prototyp nr 103 wzbił się po raz pierwszy w powietrze na początku sierpnia 1929 roku. Za jego sterami zasiadł porucznik Kiyoshi Harada. Niestety już kilka dni później, 13 sierpnia, znowu dał o sobie znać problem ze skrzydłami samolotu, które złamały się podczas lotu. Siedzący w kabinie Harada zdołał bezpiecznie wyskoczyć ze spadochronem. Podobny los spotkał prototyp numer 104, którego nie zdołał wyprowadzić z korkociągu wojskowy instruktor ze szkoły lotniczej w Tokorozawie, porucznik Shokichi Saito. Maszyna rozbiła się, ale Saito bezpiecznie wylądował na spadochronie. Przyszłość samolotu stanęła pod znakiem zapytania.

### Nakajima Bulldog
Cztery katastrofy samolotu NC i brak pewności co do dalszych losów całego projektu, skłoniły firmę Nakajima do szukania rozwiązań zastępczych. Jednym z nich był zakup pod koniec 1929 roku wzorcowego egzemplarza brytyjskiego samolotu Bristol Bulldog. Była to nowa konstrukcja, oblatana dwa lata wcześniej. Nakajima podpisała umowę licencyjną na jego produkcje w kraju. Japońscy inżynierowie dokonali kilku modyfikacji płatowca, mających na celu wzmocnienie jego konstrukcji. W pracach uczestniczyli brytyjscy specjaliści przysłani przez firmę Bristol, Leslie G. Frise i H.W. Dunn oraz Francuzi André Marie i Maxime Robin. Efektem modernizacji było wybudowanie w 1930 roku dwóch samolotów prototypowych.
Nie chcąc jednak tracić okazji wprowadzenia do linii samolotu rodzimej konstrukcji, w latach 1930-1931 wybudowano kolejne trzy prototypy samolotu NC (nr 105, 106 i 107). W samolotach kolejny raz zmniejszono rozpiętość skrzydeł, tym razem do 11 metrów oraz zamontowano je prosto, równolegle do kadłuba, bez wzniosu. Skrzydła usztywniono dwiema parami zastrzałów, przymocowanych do kadłuba (pierwotnie pierwszy z zastrzałów przymocowany był do goleni podwozia) oraz dodatkowymi naciągami i rozpórkami. Zmieniono układ zastrzałów podwozia. Uzbrojenie pozostało bez zmian, nadal składało się z dwóch karabinów maszynowych, ale tym razem, zamiast po bokach, zainstalowano obydwa karabiny klasycznie, na górze kadłuba tuż przed owiewką kabiny pilota. Maszyny zostały również wyposażone w nowe silniki Jupiter VII ze sprężarką o mocy 540 KM. Jednostki produkowała Nakajima na licencji. Prototyp numer 106 miał cylindry osłonięte pierścieniem Townenda. Po kilku lotach podobne rozwiązanie zastosowano na prototypie numer 107. Samoloty różniły się między sobą również kształtem lotek i usterzenia. Samoloty zostały przekazane do ośrodka doświadczalnego Lotnictwa Armii w Tachikawie, gdzie w listopadzie 1928 roku przeniesiono go z Tokorozawy w celu przeprowadzenia prób wojskowych. Maszyny trafiły tam wiosną 1931 roku.

## Służba

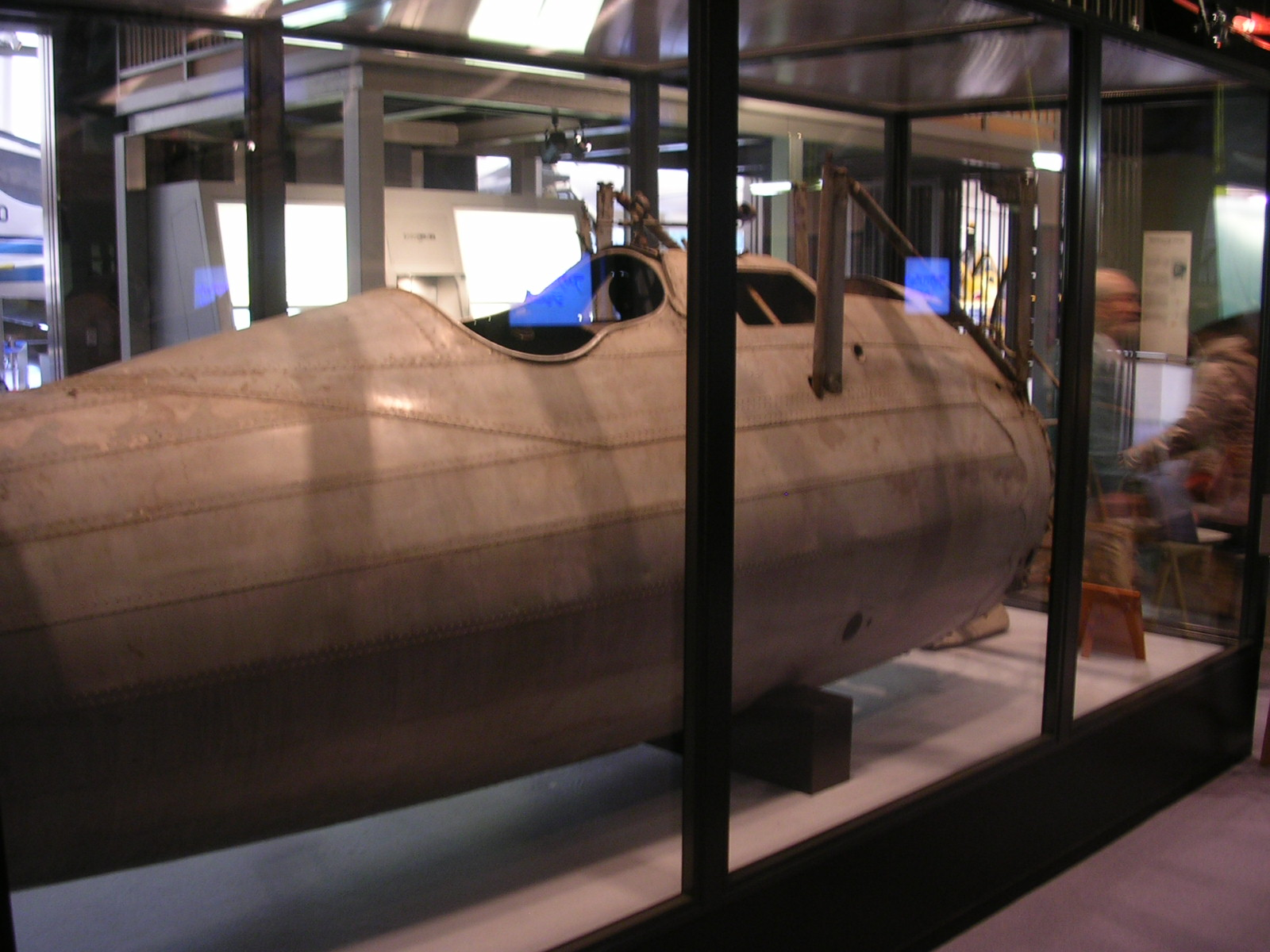
Prezentowany w Muzeum Lotniczym w Tokorazawie fragment kadłuba samolotu

18 września 1931 roku japońska Armia Kwantuńska wysadziła w powietrze odcinek należącej do Japonii Kolei Południowomandżurskiej i oskarżyła o ten sabotaż Chiny. Wydarzenie znane jest w historii jako tzw. Incydent mukdeński. Dało ono początek japońskiej inwazji na Mandżurię i walkom z Chinami. W tej sytuacji Lotnictwo Armii zleciło natychmiastowe rozpoczęcie produkcji samolotu Nakajmia NC. Była to tym bardziej uzasadniona decyzja, iż próby wojskowe przebiegały prawidłowo i samolot spełnił oczekiwania armii. 26 grudnia 1931 roku samolot został oficjalnie przyjęty na uzbrojenie Lotnictwa Armii pod oznaczeniem Samolot Myśliwski Typ 91 (Kyuichi-Shiki Sentoki). Kilka dni później, 8 stycznia 1932 roku maszyny miały okazję po raz pierwszy zaprezentować się publicznie. Trzy samoloty przeleciały nad Tokio podczas parady wojskowej. Obydwa dostępne typy japońskich myśliwców Kawasaki Typ 92 i Nakajima Typ 91 bardzo szybko znalazły się w jednostkach liniowych wypierających z nich samoloty Ko-4. Samoloty Nakajimy weszły w skład trzech chūtai (eskadr) 1. Hikō-rentai (1. Pułku Lotniczego) w Kasumigaura, w sierpniu 1932 roku pierwszą eskadrę (1. Chūtai) przerzucono do Mandżurii, i kolejnych dwóch chūtai 5. Hikō-rentai stacjonujących w Tachikawie. Na bazie 4. Hikō-rentai w styczniu 1932 roku sformowano 3. Dokuritsu Hikō Chūtai (3. Samodzielną Eskadrę Lotniczą), która została wysłana do Szanghaju w związku z tzw. Incydentem szanghajskim. W jej składzie znalazło się kilka samolotów Typ 91. Jedna eskadra z 4. Hikō-rentai została w sierpniu 1932 roku wysłana do Mandżurii, tam, razem z 1. Chūtai z 1. Hikō-rentai weszła w skład 11. Hiko Daitai (11. Batalionu Lotniczego), w grudniu 1935 roku przekształconego w 11. Hikō-rentai. Kolejne lata konfliktu w Chinach zaowocowały przeniesieniem na kontynent kolejnych jednostek wyposażonych w Typ 91. W grudniu 1935 roku maszyny weszły w skład dwóch chūtai 16. Hikō-rentai w Mandżurii. W sierpniu 1936 roku znalazły się w Korei na uzbrojeniu jednej chūtai 9. Hikō-rentai. Kilka (prawdopodobnie cztery) samolotów Typ 91 weszło w skład nieformalnej jednostki lotniczej zwanej drugą eskadrą Kawaidy. Yoshimasa Kawaida był oficerem Lotnictwa Armii Cesarskiej, który stanął na czele utworzonej z inspiracji Armii Kwantuńskiej jednostki, wspierającej siły mandżursko-mongolskie w walce z wojskami chińskiego rządu centralnego na terenie Mongolii Wewnętrznej.
W połowie lat 30. samoloty Typ 91 zaczęły ustępować miejsca w jednostkach liniowych maszynom Kawasaki Ki-10. Przezbrajanie jednostek rozpoczęto w 1935 roku i do czasu wybuchu drugiej wojny chińsko-japońskiej w lipcu 1937 roku, wszystkie Typ 91 zostały przesunięte do zadań szkoleniowych. Podczas walk w Chinach samoloty nie miały okazji uczestniczyć w walkach myśliwskich z uwagi słabość przeciwnika.
Samoloty cieszyły się bardzo dobrą opinią wśród personelu wojskowego. Piloci chwalili samolot za niezawodność, bardzo dobrą zwrotność i jeszcze lepsze własności lotne; mechanicy za łatwość obsługi i dostęp do elementów wyposażenia.
Nieznana liczba samolotów po wycofaniu z jednostek liniowych Lotnictwa Armii trafiła do Manshu Kokugun Hikotai – Korpusu Lotniczego Mandżurskich Narodowych Sił Zbrojnych – utworzonych w lutym 1937 roku sił powietrznych Mandżukuo. Tam również wkrótce zostały wyparte do jednostek szkolnych po przybyciu nowszych samolotów myśliwskich.
Samoloty znalazły się na wyposażeniu 1. Dywizjonu lotnictwa chińskiej prowincji Kuangsi. Pierwsze z dwóch zamówionych maszyn przybyły do Wuzhou we wrześniu 1934 roku. Rok później, we wrześniu 1935 roku kolejne, niezmontowane maszyny dotarły do Wuzhou, gdzie zostały złożone przez specjalnie w tym celu przybyłych japońskich mechaników. Na początku grudnia samoloty znalazły się na wyposażeniu 1. Dywizjonu stacjonującego w Liuzhou. Prawdopodobnie prowincja zakupiła tuzin myśliwców Typ 91 (inne źródła podają 16). W sierpniu 1937 roku lotnictwo prowincji zostało podporządkowane chińskiemu rządowi centralnemu. Będące na wyposażeniu samoloty trafiły do 32. i 34. Dywizjonu lotnictwa Kuomintang. Brak części zamiennych i zużycie samolotów spowodowały ich stopniowe wykruszanie się z linii.
Do dziś nie zachował się żaden kompletny płatowiec. Fragmenty samolotu prezentowane są w Tokorozawa Kōkū Hasshō Kinenkan - Muzeum Lotniczym w Tokorazawie.

## Produkcja
Wyprodukowano około 427 samolotów, licząc razem z egzemplarzami prototypowymi. Za produkcję maszyn odpowiedzialna była macierzysta wytwórnia Nakajima, w której od 1932 roku do marca 1934 roku wybudowano 320 samolotów seryjnych, rozpoczynając od maszyny oznaczonej numerem 108 oraz wytwórnia Ishikawajima Hikōki Seisakushō (Wytwórnia Samolotów Ishikawajima). Licencyjna produkcja Typ 91 w Ishikawajima trwała od września 1932 roku do marca 1934 roku. Wybudowano około stu samolotów, prawdopodobnie od numeru 115. Źródła dotyczące liczby wybudowanych samolotów nie są spójne, maksymalnie podawana jest liczba 115 myśliwców.

## Wersje
W trakcie produkcji seryjnej samolotu, największą modernizacją była zmiana jednostki napędowej. Jesienią 1933 roku na samolocie zainstalowano 9-cylindrowy, wyposażony w reduktor silnik gwiazdowy chłodzony powietrzem Nakajima Kotobuki. Jednostka napędzała nowe, dwułopatowe, metalowe śmigło o zmiennym skoku. Tak zmodernizowana maszyna, oznaczona jako 91-Shiki Kai HS 450-Bariki (Typ 91 zmodyfikowany «z silnikiem» HS 450 KM) do swojego pierwszego lotu wzbiła się prawdopodobnie w czerwcu 1934 roku. Zastosowanie nowej jednostki poprawiło osiągi samolotu na tyle znacząco, że między lipcem a wrześniem tego samego roku, modyfikacji poddano kolejne 22 samoloty. Tym samym niezmodyfikowane maszyny określane są umownie jako Ichi-Gata (Model 1, Typ 91-1) a z nowym silnikiem - Ni-Gata (Model 2, Typ 91-2). Nie jest jasne, czy modyfikacjom poddano już istniejące samoloty, czy budowano je od podstaw.